# Operclipygus panamensis
Operclipygus panamensis är en skalbaggsart som först beskrevs av Wenzel och Dybas 1941.  Operclipygus panamensis ingår i släktet Operclipygus och familjen stumpbaggar. Inga underarter finns listade i Catalogue of Life.